# Ендвел (Њујорк)
Ендвел (енгл. Endwell) насељено је место без административног статуса у америчкој савезној држави Њујорк.

## Демографија
По попису из 2010. године број становника је 11.446, што је 260 (-2,2%) становника мање него 2000. године.
| Група             | 2000.          | 2010.          |
| Белци             | 11.087 (94,7%) | 10.443 (91,2%) |
| Афроамериканци    | 155 (1,3%)     | 271 (2,4%)     |
| Азијати           | 201 (1,7%)     | 227 (2,0%)     |
| Хиспаноамериканци | 149 (1,3%)     | 301 (2,6%)     |
| Укупно            | 11.706         | 11.446         |